# Seeds We Sow
Seeds We Sow je šesté sólové studiové album Lindsey Buckinghama. Album vyšlo v září 2011 u Mind Kit Records. 24. září 2011 se album dostalo na 46. pozici v hitparádě Billboard 200.

## Seznam skladeb
| Pořadí         | Název                         | Autor             | Délka |
| -------------- | ----------------------------- | ----------------- | ----- |
| 1.             | Seeds We Sow                  | Buckingham        | 3:43  |
| 2.             | In Our Own Time               | Buckingham        | 4:24  |
| 3.             | Illumination                  | Buckingham        | 2:19  |
| 4.             | That’s the Way That Love Goes | Buckingham        | 3:56  |
| 5.             | Stars Are Crazy               | Buckingham, Dewey | 4:50  |
| 6.             | When She Comes Down           | Buckingham        | 4:51  |
| 7.             | Rock Away Blind               | Buckingham        | 3:59  |
| 8.             | One Take                      | Buckingham        | 3:28  |
| 9.             | Gone Too Far                  | Buckingham        | 3:24  |
| 10.            | End of Time                   | Buckingham        | 3:57  |
| 11.            | She Smiled Sweetly            | Jagger, Richards  | 2:53  |
| Celková délka: | Celková délka:                | Celková délka:    | 41:44 |

## Sestava
- Lindsey Buckingham – zpěv, kytara
- Neale Heywood – baskytara
- Walfredo Reyes – bicí
- Brett Tuggle – klávesy